# Дигидроарсенид натрия
Дигидроарсенид натрия — неорганическое соединение,
мышьяковый аналог амида натрия с формулой NaAsH2,
бесцветные кристаллы,
реагирует с водой,
самовоспламеняется на воздухе.

## Получение
- Пропускание газообразного арсина через раствор натрия в жидком аммиаке:

{\displaystyle {\mathsf {2AsH_{3}+2Na\ {\xrightarrow {-78^{o}C}}\ 2NaAsH_{2}+H_{2}\uparrow }}}

## Физические свойства
Дигидроарсенид натрия образует бесцветные кристаллы, устойчивые при температуре ниже 10°С,
хранят при 0°С в вакууме.
На воздухе происходит бурное разложение со вспышкой.
С аммиаком образует аддукты вида NaAsH2•2NH3.

## Химические свойства
- Реагирует с водой:

{\displaystyle {\mathsf {NaAsH_{2}+H_{2}O\ {\xrightarrow {}}\ NaOH+AsH_{3}\uparrow }}}